# Єлецький Свято-Успенський монастир (монета)
«Єле́цький Свя́то-Успе́нський монасти́р» — пам'ятна монета номіналом 5 гривень, випущена Національним банком України, присвячена архітектурному ансамблю Єлецького Свято-Успенського монастиря, заснованого в середині XI ст., — одного з найдавніших в Україні, головною спорудою якого є мурований храм на честь «Успіння Божої Матері».
Монету введено в обіг 27 липня 2012 року. Вона належить до серії «Пам'ятки архітектури України».

## Опис монети та характеристики
| Номінал грн. | Метал      | Маса, г | Діаметр, мм | Якість виготовлення       | Гурт     | Тираж, штук |
| ------------ | ---------- | ------- | ----------- | ------------------------- | -------- | ----------- |
| 5            | нейзильбер | 16,54   | 35,0        | спеціальний анциркулейтед | рифлений | 35 000      |

### Аверс
На аверсі монети зображено: малий Державний Герб України та по колу написи: «НАЦІОНАЛЬНИЙ БАНК УКРАЇНИ» (угорі), «ЄЛЕЦЬКИЙ СВЯТО-УСПЕНСЬКИЙ МОНАСТИР» (унизу), головну споруду монастиря — Успенський собор, на тлі якого унизу напис «XI–XVIII» ст. ліворуч від собору номінал: «5/ГРИВЕНЬ»; праворуч рік карбування — «2012». Праворуч розміщено логотип Монетного двору Національного банку України.

### Реверс
На реверсі монети стилізовано зображено ікону Божої Матері на ялині відповідно до легенди про виникнення монастиря та розміщено: угорі півколом на стрічці напис — «ОБРАЗ ПРЕСВЯТОЇ БОГОРОДИЦІ ЄЛЕЦЬКОЇ», унизу — стилізований орнамент.

## Автори

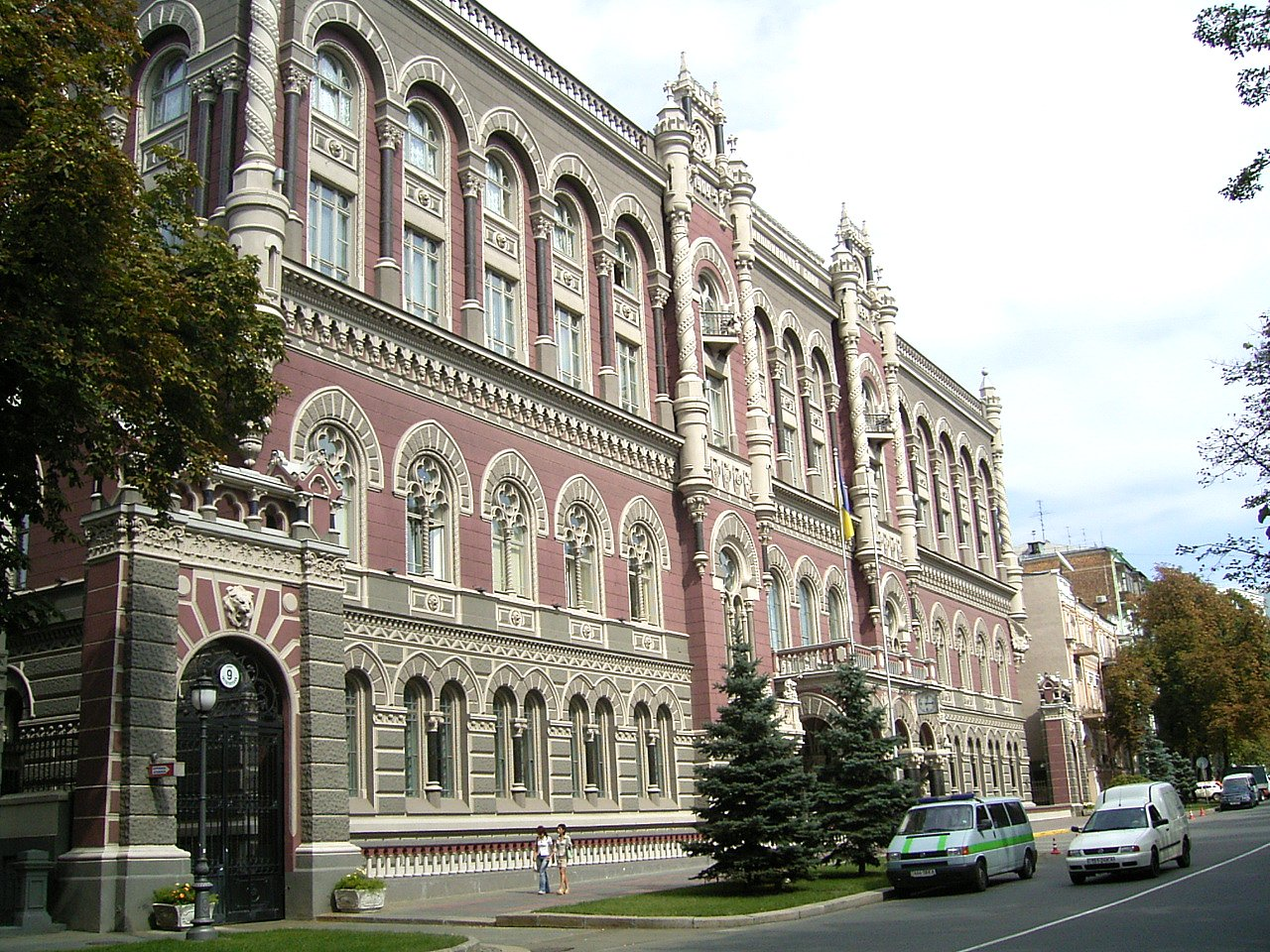
Будівля Національного банку України

- Художники: Таран Володимир, Харук Олександр, Харук Сергій (аверс); Скоблікова Марія, Кузьмін Олександр (реверс).
- Скульптори: Атаманчук Володимир, Дем'яненко Анатолій.

## Вартість монети
Ціну монети — 20 гривень встановив Національний банк України у період реалізації монети через його філії у 2012 році.
Фактична приблизна вартість монети з роками змінювалася так:
| Рік        | 2013 | 2014 | 2015 | 2016 | 2017 | 2018 | 2019 | 2020 | 2021 | 2022 | 2023 | 2024 | 2025 |
| ---------- | ---- | ---- | ---- | ---- | ---- | ---- | ---- | ---- | ---- | ---- | ---- | ---- | ---- |
| Ціна, грн. | 30   | 38   | 40   | 60   | 85   | 90   | 95   | 90   | 105  | 120  | 260  | 300  | 310  |